# Qingdao Hainiu
Der Qingdao Hainiu ist ein Fußballverein aus Qingdao in China. Der Verein spielt in der China League One, der zweithöchsten Spielklasse des Landes. Seine Heimspiele trägt der Verein im Qingdao-Tiantai-Stadion aus.

## Vereinsgeschichte
1990 wurde der Verein Shandong Economic and Trade Commission FC gegründet. 1993 erfolgte die Umbenennung in Qingdao Hainiu (青岛海牛 – „Qingdao Seekühe“), und der Verein wurde professionell. Seit 2008 nennt sich der Verein nun Qingdao Jonoon. Er ist seit 2004 im Besitz des Kabelherstellers Qingdao Jonoon. Der erste Aufstieg in die höchste Liga erfolgte 1994. 1995 stieg der Verein als Vorletzter, nach nur einem Jahr in der 1. Liga, wieder in die 2. Liga ab. 2002 gelang dann der zweite Aufstieg in der Vereinsgeschichte. Mit dem Gewinn des chinesischen Verbandspokals, 2002, gelang der bisher größte Erfolg der Vereinsgeschichte.
Die Saison 2009 beendete der Verein auf Platz 13. In der folgenden Saison erreichte der Verein mit dem 14. Platz ebenfalls nur ein schlechtes Ergebnis, konnte jedoch den Klassenerhalt sichern.

## Vereinserfolge

### National
- 2. chinesische Liga

Meister und Aufsteiger 1994, 2002
- Chinese FA Cup

Gewinner 2002

## Trainer
- Slobodan Santrač (2009)

## Spieler
- Fernando Carreño (2001)
- Frank van Eijs (2002–2003)
- Igor Budiša (2007)
- Benedict Akwuegbu (2007)
- Dumitru Mitu (2007)

## Namenshistorie
- 1990–1992 Shandong Economic and Trade Commission FC
- 1993–1997 Qingdao Hainiu
- 1998–2000: Qingdao Yizhong Hainiu / Qingdao Etsong
- 2001: Qingdao Pijiu
- 2002: Qingdao Hademen
- 2003–2004: Qingdao Beilaite
- 2005–2008: Qingdao Zhongneng
- 2008–2021: Qingdao Jonoon
- 2021–: Qingdao Hainiu

## Logohistorie